# Сарр, Амин
Ами́н Сарр (швед. Amin Sarr; 11 марта 2001, Мальмё, Швеция) — шведский футболист, нападающий французского клуба «Олимпик Лион», выступающий на правах аренды за клуб «Эллас Верона».

## Клубная карьера
Сарр — воспитанник академии клуба «Мальмё». 16 июля 2020 года в матче против «Эстерсунда» он дебютировал в Аллсвенскан лиге. 2 августа года в поединке против «Гётеборга» Амин забил свой первый гол за «Мальмё».
31 января 2022 года перешёл в нидерландский «Херенвен», подписав с клубом трёхлетний контракт.
В конце января 2023 года Амин Сарр подписал контракт с французским клубом «Олимпик Лион» до июня 2027 года.